# سعد قاسم حمودي
سعد قاسم حمودي هو إعلامي وصحفي عراقي، ولد في بغداد سنة 1937 وتوفي في دمشق في 7 نيسان 2007.

## عائلته
هو الابن الثاني للمحامي قاسم حمودي، رئيس تحرير جريدة الحرية البغدادية الشهيرة بتوجهاتها القومية.
أخوه جعفر قاسم حمودي، كان عضوا في مجلس قيادة الثورة في العراق.
وله من الأخوات ثلاث هن سعاد وهناء، أما الثالثة فهي لميس قاسم حمودي فهي خريجة كلية الاقتصاد والعلوم السياسية وحاصلة على شهادة الماجستير وزوجها الكاتب الصحفي الراحل عبد الإله رؤوف ابن عم وزير النفط الأسبق عصام عبد الرحيم الجلبي.

## سيرته
حصل على شهادة البكالوريوس في علم الاجتماع من جامعة بغداد سنة 1961.
كان أول نشاط صحفي لسعد قاسم حمودي من خلال أول مقالة بسيطة في عام 1955.
عمل في مكتب الثقافة والإعلام في القيادة القطرية لحزب البعث العربي الاشتراكي في العراق، كما تبوأ مركز نقيب الصحفيين في العراق في دورات عديدة منذ عام 1970، ورأس تحرير صحف عديدة منها لسنوات طويلة مثل جريدة الجمهورية (1968-1977) وجريدة الثورة (1979-1982) ومجلة وعي العمال. كما كان رئيسا لأكبر وأهم مؤسسة صحفية في العراق وهي دار الجماهير للصحافة التي تصدر صحيفة الجمهورية ومجلة ألف باء وصحيفة هاو كاري وملاحق متنوعة على مدار الأسبوع. كما شغل منصب رئيس اتحاد الصحفيين العرب للفترة (1978-1996)، ونائب رئيس الاتحاد الدولي للصحفيين (1976-1991).
شغل منصب وزير الإعلام للفترة 15 تشرين الأول 1977 إلى 16 تموز 1979، كما شغل منصب وزير الثقافة والفنون بالوكالة عند استحداث المنصب لحين تعيين كريم شنتاف في 12 تشرين الثاني 1977.
انتخب عضوا في المجلس الوطني العراقي ثلاث مرات أعوام 1980 ثم 1984 ثم 1997، كما عين سفيرا ورئيسا للدائرة العربية بوزارة الخارجية للفترة 1989-1991. وكان آخر منصب له هو رئيس لجنة الشؤون العربية والخارجية في المجلس الوطني العراقي، وكذلك رئيس منظمة المؤتمر الشعبي العربي.
توفي في دمشق في 7 نيسان 2007 إثر سكتة قلبية حادة.

## مؤلفاته
من مؤلفاته والتي هي مدرجة في موقع دار الكتب والوثائق العراقية:
- عراق القائد صدام حسين صمود وجهاد وإعمار
- الديمقراطية وحقوق الإنسان في العراق
- الثورة والصحافة
- مؤتمر القوى الشعبية العربية المسيرة والآفاق

## روابط خارجية
- سعد قاسم حمودي وزير الثقافة والاعلام في العراق للفترة بين (1977-1979) على يوتيوب